# Letka
El riu Letka (en rus Летка) passa per la República de Komi i l'óblast de Kírov, a Rússia. És un afluent del riu Viatka. Té una longitud de 260 km i una conca de 3.680 km². El seu cabal mitjà és de 20,6 m³/s a 45 km de la desembocadura. És navegable al seu curs inferior.